# Grand River (Ohio)
Grand River ist ein Village im Lake County im US-Bundesstaat Ohio. Der Ort liegt nahe der Mündung des gleichnamigen Flusses in den Eriesee. Auf der gegenüberliegenden Flussseite liegt Fairport Harbor. Die Bevölkerung bestand im Jahr 2000 aus 345 Einwohnern.
Grand River ist Heimatort von Don Shula, einem ehemaligen NFL-Football-Trainer, der die Miami Dolphins zweimal zum Gewinn des Super Bowls führte und 1972 mit seiner Mannschaft unbesiegt blieb.

## Geographie
Grand River liegt bei (41° 44′ 15″ N, 81° 16′ 55″ W) liegt in der Painesville Township, zu welcher auch Painesville und Fairport Harbor gehören.
Die Fläche beträgt 1,7 km², wovon 0,3 km² auf Wasserflächen entfallen.
Der Headlands Beach State Park liegt am Ufer des Eriesee.